# 3837 Карр
3837 Карр (3837 Carr) — астероїд головного поясу, відкритий 6 травня 1981 року.
Тіссеранів параметр щодо Юпітера — 3,503.